# Lago Bebeide

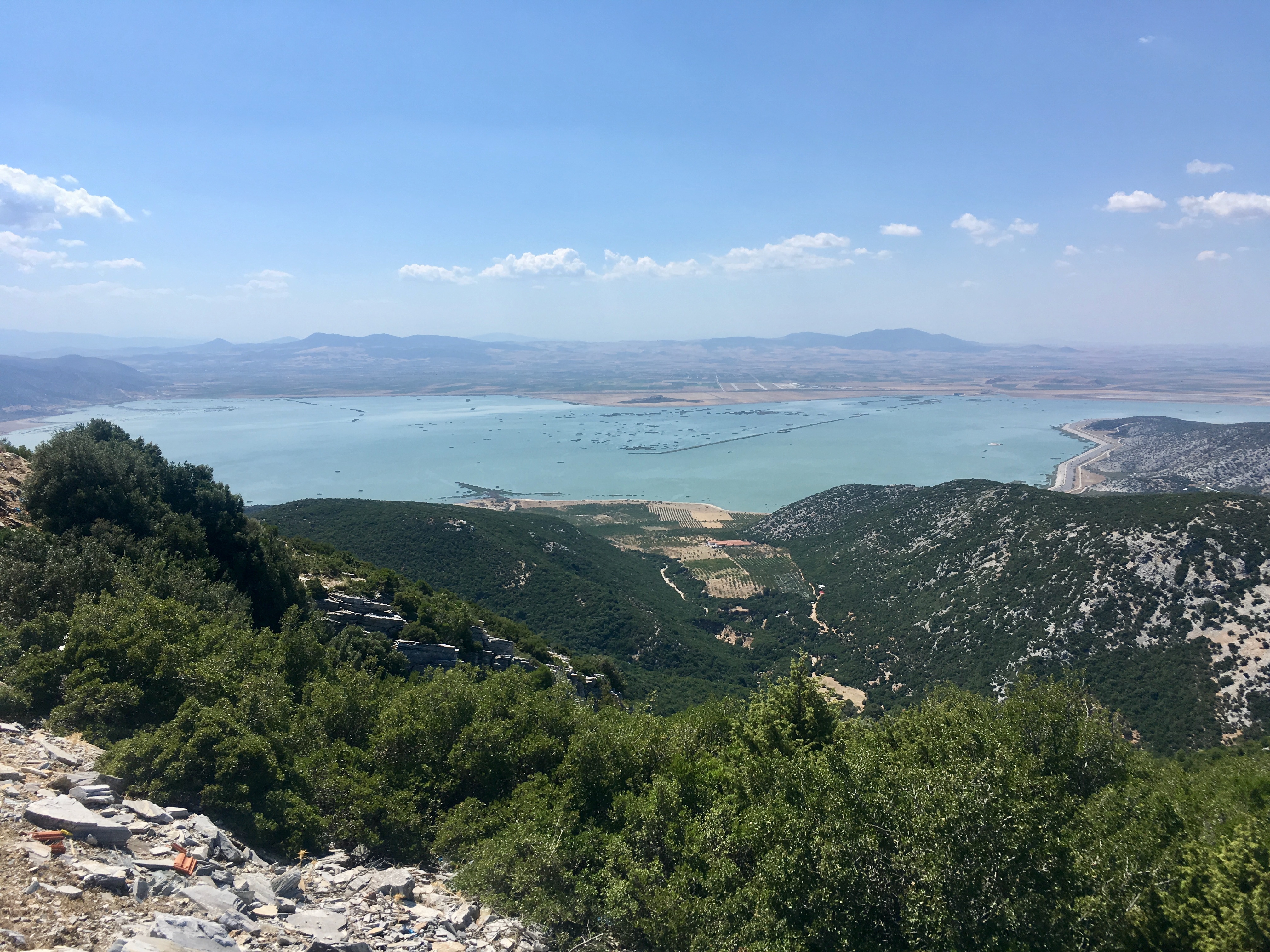
El moderno lago Karla, que ocupa el lugar del antiguo Bebeide, visto desde los cerros que dominan Kanalia.

El lago Bebeide (Βοιβηΐς λίμνη, Βοιβία λίμνη, and Βοιβιάς λίμνη) fue un lago de Magnesia en la antigua Tesalia que ya menciona Homero, y que debía su nombre a la ciudad de Bebe, que se hallaba en la orilla meridional.
Lo mencionan a menudo los autores de la Antigüedad. En el desaguaban los ríos Onquesto, Amiro y otros menores; el lago no vertía sus aguas en ningún río. Lucano lo llamó Ossaea Boebeis por su cercanía al monte Osa. Se decía que Atenea se había bañado los pies en sus aguas, probable razón por la cual Propercio lo llamó sanctae Boebeidos undae. El lago era alargado y su lugar lo ocupó luego el lago Karla, llamado así por un pueblo ya desaparecido.